# 셰수웨이
셰수웨이(중국어 정체자: 謝淑薇, 병음: Xiè Shúwéi, 1986년 1월 4일 ~ )는 WTA 투어에서 뛰고 있는 타이완의 프로 테니스 선수이다. 타이완 가오슝시에서 태어났으며, 여동생과 남동생이 모두 테니스 선수이다.

## 생애 및 경력
현재 타이완 최고의 여자 테니스 선수로, 2008년 호주 오픈에서 타이완 선수 최초로 그랜드 슬램 4회전에 진출했다. 단식 최고 랭킹은 2013년에 달성한 23위이다. 2012년에 두 차례 WTA 투어에서 우승하고서 잠시 정체기를 맞다가 2018년 6년 만에 다시 WTA 일본 여자 오픈에서 우승하며 부활을 알렸다.
특히 2018년 1월에 열린 호주 오픈 64강에서는 당시 세계 랭킹 82위인 상태에서 세계 랭킹 3위이던 스페인의 가르비녜 무구루사를 꺾고 2008년에 이어 다시 4회전까지 진출했으나, 16강에서 전 세계 랭킹 1위 안젤리크 케르버를 맞아 1-2(6-4, 5-7, 2-6)로 역전패했다. 같은 해 7월에 열린 윔블던 32강에서는 세계 랭킹 1위 시모나 할레프를 세트 스코어 2-1(3-6, 6-4, 7-5)로 꺾기도 했다. 이어 2018년 9월에 열린 '하나-큐피드 일본 오픈(en:2018 Japan Women's Open)'에서 생애 통산 3번째로 WTA 투어 단식 우승을 달성하고, 이 대회 우승으로 2013년 이후 처음으로 다시 세계 랭킹 30위 안에 복귀했다.
한때 중국의 펑솨이와 오랜 기간 복식조를 이루어 그랜드 슬램 복식을 두 번 제패(2013년 윔블던, 2014년 프랑스 오픈)하기도 했으나, 둘은 코치 문제로 결별을 선언하고, 현재는 동생인 셰수잉(謝淑映, 1993~)과 주로 조를 이뤄 복식 대회에 참가하고 있다.

## 경기 스타일
강한 서비스가 없는 대신 변칙 플레이로 유명하다. 공식 프로필에는 포핸드와 백핸드를 모두 양손으로 잡는다고 나오지만, 실제 경기에서는 한 손 포핸드와 양손 포핸드를 번갈아 치며 절묘한 슬라이스와 드롭샷을 구사한다. 마리아 샤라포바는 이에 대해 "클레이 코트에서도 드롭샷을 구사할 수 있는 몇 안되는 선수이며, 주니어(Junior tennis) 시절 그녀와의 대결은 악몽 그 자체였다"라고 평했다.